# Mindaugas Murza
Pour les articles homonymes, voir Murza (homonymie).
 (mai 2018).
Si vous disposez d'ouvrages ou d'articles de référence ou si vous connaissez des sites web de qualité traitant du thème abordé ici, merci de compléter l'article en donnant les références utiles à sa vérifiabilité et en les liant à la section « Notes et références ».
Mindaugas Gervaldas (né le 16 décembre 1973), connu jusqu'en 2012 sous le nom de Mindaugas Murza, est un homme politique lituanien.

## Biographie
Il est le créateur en 2007 du parti néo-nazi Mouvement ouvrier unifié lituanien, dissous en 2011, puis de l'Union nationale lituanienne, de la même mouvance. 